# CRO Race 2019
La 14.ª edición de la CRO Race fue una carrera ciclista por etapas que se disputó en Croacia entre el 1 y 6 de octubre de 2019. Esta fue la primera edición que la carrera llevó este nombre, anteriormente se llamaba Tour de Croacia. 
La competición formó parte del UCI Europe Tour 2019 dentro de la categoría 2.1. El vencedor final fue el británico Adam Yates del Mitchelton-Scott seguido del italiano Davide Villella del Astana y el español Víctor de la Parte del CCC.

## Equipos participantes
Tomaron parte en la carrera 18 equipos de los cuales 4 son de categoría UCI WorldTeam, 5 de categoría Profesional Continental y 9 de categoría Continental, quienes conformaron un pelotón de 115 ciclistas de los cuales finalizaron 96. Los equipos participantes fueron:
| WorldTeams (4)- Bahrain-Merida - Astana - Mitchelton-Scott - CCC Team Equipos continentales profesionales (5)- Israel Cycling Academy - Androni Giocattoli-Sidermec - Delko-Marseille Provence - Bardiani CSF - Vital Concept-B&B Hotels Equipos continentales (9)- Tirol KTM Cycling Team - Felbermayr Simplon Wels - Team Illuminate - Adria Mobil - Ljubljana Gusto Santic - Metec-TKH Continental Cyclingteam p/b Mantel - Wibatech Merx - Hrinkow Advarics Cycleang - P&S Metalltechnik |
| |

## Recorrido
| Etapa     | Fecha    | Recorrido                | type             | Distancia (km) | Ganador              | Líder                |
| --------- | -------- | ------------------------ | ---------------- | -------------- | -------------------- | -------------------- |
| 1.ª etapa | 1 de oct | Osijek – Lipik           | etapa escarpada  | 200            | Marko Kump           | Marko Kump           |
| 2.ª etapa | 2 de oct | Slunj – Zadar            | etapa escarpada  | 183            | Eduard-Michael Grosu | Eduard-Michael Grosu |
| 3.ª etapa | 3 de oct | Okrug – Makarska         | etapa escarpada  | 63,5           | Yevgeniy Gidich      | Yevgeniy Gidich      |
| 4.ª etapa | 4 de oct | Starigrad – Gorski kotar | etapa escarpada  | 155            | Dušan Rajović        | Yevgeniy Gidich      |
| 5.ª etapa | 5 de oct | Rabac – Platak           | etapa de montaña | 136            | Adam Yates           | Adam Yates           |
| 6.ª etapa | 6 de oct | Sveta Nedjelja – Zagreb  | etapa llana      | 154            | Alessandro Fedeli    | Adam Yates           |

## Clasificaciones finales
Las clasificaciones finalizaron de la siguiente forma:

### Clasificación general
| \| Clasificación general \| Clasificación general \| Clasificación general \| Clasificación general \| Clasificación general \| \| Ciclista \| Ciclista \| Equipo \| Tiempo \| \| \| --------------------- \| --------------------- \| ------------------------ \| --------------------- \| --------------------- \| \| 1.º \| Adam Yates \| Mitchelton-Scott \| 20 h 57 min 05 s \| \| \| 2.º \| Davide Villella \| Astana \| + 22 s \| \| \| 3.º \| Víctor de la Parte \| CCC Team \| + 29 s \| \| \| 4.º \| Andrey Zeits \| Astana \| + 42 s \| \| \| 5.º \| Domen Novak \| Bahrain-Merida \| + 50 s \| \| \| 6.º \| Alexis Guérin \| Delko Marseille Provence \| + 1 min 09 s \| \| \| 7.º \| Pierre Rolland \| Vital Concept-B&B Hotels \| + 1 min 25 s \| \| \| 8.º \| Brent Bookwalter \| Mitchelton-Scott \| + 1 min 42 s \| \| \| 9.º \| Sjoerd Bax \| Metec-TKH-Mantel \| + 1 min 45 s \| \| \| 10.º \| Radoslav Rogina \| Adria Mobil \| + 2 min 09 s \| \| |                    |                          |                  |
| |                    |                          |                  |
| |                    |                          |                  |
| Clasificación general |                    |                          |                  |
| Ciclista | Ciclista           | Equipo                   | Tiempo           |
| 1.º | Adam Yates         | Mitchelton-Scott         | 20 h 57 min 05 s |
| 2.º | Davide Villella    | Astana                   | + 22 s           |
| 3.º | Víctor de la Parte | CCC Team                 | + 29 s           |
| 4.º | Andrey Zeits       | Astana                   | + 42 s           |
| 5.º | Domen Novak        | Bahrain-Merida           | + 50 s           |
| 6.º | Alexis Guérin      | Delko Marseille Provence | + 1 min 09 s     |
| 7.º | Pierre Rolland     | Vital Concept-B&B Hotels | + 1 min 25 s     |
| 8.º | Brent Bookwalter   | Mitchelton-Scott         | + 1 min 42 s     |
| 9.º | Sjoerd Bax         | Metec-TKH-Mantel         | + 1 min 45 s     |
| 10.º | Radoslav Rogina    | Adria Mobil              | + 2 min 09 s     |

### Clasificación por puntos
| Clasificación por puntos | Clasificación por puntos | Clasificación por puntos | Clasificación por puntos | Clasificación por puntos |
| Ciclista                 | Ciclista                 | Equipo                   | Puntos                   |                          |
| ------------------------ | ------------------------ | ------------------------ | ------------------------ | ------------------------ |
| 1.º                      | Alexander Edmondson      | Mitchelton-Scott         | 72 pts                   |                          |
| 2.º                      | Yevgeniy Gidich          | Astana                   | 52 pts                   |                          |
| 3.º                      | Dušan Rajović            | Adria Mobil              | 45 pts                   |                          |
| 4.º                      | Marko Kump               | Adria Mobil              | 41 pts                   |                          |
| 5.º                      | Adam Yates               | Mitchelton-Scott         | 36 pts                   |                          |

### Clasificación de la montaña
| Clasificación de la montaña | Clasificación de la montaña | Clasificación de la montaña | Clasificación de la montaña | Clasificación de la montaña |
| Ciclista                    | Ciclista                    | Equipo                      | Puntos                      |                             |
| --------------------------- | --------------------------- | --------------------------- | --------------------------- | --------------------------- |
| 1.º                         | Adam Yates                  | Mitchelton-Scott            | 22 pts                      |                             |
| 2.º                         | Riccardo Zoidl              | CCC Team                    | 20 pts                      |                             |
| 3.º                         | Domen Novak                 | Bahrain-Merida              | 17 pts                      |                             |
| 4.º                         | Víctor de la Parte          | CCC Team                    | 16 pts                      |                             |
| 5.º                         | Davide Villella             | Astana                      | 15 pts                      |                             |

### Clasificación de los jóvenes
| Clasificación del mejor joven | Clasificación del mejor joven | Clasificación del mejor joven | Clasificación del mejor joven | Clasificación del mejor joven |
| Ciclista                      | Ciclista                      | Equipo                        | Tiempo                        |                               |
| ----------------------------- | ----------------------------- | ----------------------------- | ----------------------------- | ----------------------------- |
| 1.º                           | Vadim Pronskiy                | Astana                        | 21 h 00 min 38 s              |                               |
| 2.º                           | Luca Covili                   | Bardiani CSF                  | + 1 min 38 s                  |                               |

### Clasificación por equipos
| Clasificación por equipos | Clasificación por equipos | Clasificación por equipos | Clasificación por equipos |
| Equipo                    | Equipo                    | Tiempo                    |                           |
| ------------------------- | ------------------------- | ------------------------- | ------------------------- |
| 1.º                       | Astana                    | 62 h 55 min 38 s          |                           |
| 2.º                       | CCC Team                  | + 1 min 10 s              |                           |
| 3.º                       | Vital Concept-B&B Hotels  | + 3 min 02 s              |                           |
| 4.º                       | Delko-Marseille Provence  | + 5 min 20 s              |                           |
| 5.º                       | Mitchelton-Scott          | + 6 min 42 s              |                           |

## Evolución de las clasificaciones
| Etapa                   | Vencedor                | Clasificación general | Clasificación por puntos | Clasificación de la montaña | Clasificación de los jóvenes | Clasificación por equipos |
| ----------------------- | ----------------------- | --------------------- | ------------------------ | --------------------------- | ---------------------------- | ------------------------- |
| 1.ª                     | Marko Kump              | Marko Kump            | Marko Kump               | Markus Wildauer             | Dušan Rajović                | Astana                    |
| 2.ª                     | Eduard-Michael Grosu    | Eduard-Michael Grosu  | Eduard-Michael Grosu     | Markus Wildauer             | Vadim Pronskiy               | Astana                    |
| 3.ª                     | Yevgeniy Gidich         | Yevgeniy Gidich       | Alex Edmondson           | Markus Wildauer             | Georg Zimmermann             | Astana                    |
| 4.ª                     | Dušan Rajović           | Yevgeniy Gidich       | Alex Edmondson           | Markus Wildauer             | Georg Zimmermann             | Mitchelton-Scott          |
| 5.ª                     | Adam Yates              | Adam Yates            | Alex Edmondson           | Adam Yates                  | Vadim Pronskiy               | Astana                    |
| 6.ª                     | Alessandro Fedeli       | Adam Yates            | Alex Edmondson           | Adam Yates                  | Vadim Pronskiy               | Astana                    |
| Clasificaciones finales | Clasificaciones finales | Adam Yates            | Alex Edmondson           | Adam Yates                  | Vadim Pronskiy               | Astana                    |

## UCI World Ranking
La CRO Race otorgó puntos para el UCI World Ranking para corredores de los equipos en las categorías UCI WorldTeam, Profesional Continental y Equipos Continentales. Las siguientes tablas muestran el baremo de puntuación y los 10 corredores que obtuvieron más puntos:
| Posición              | 1.º | 2.º | 3.º | 4.º | 5.º | 6.º | 7.º | 8.º | 9.º | 10.º | 11.º | 12.º | 13.º-15.º | 16.º-25.º |
| Clasificación general | 125 | 85  | 70  | 60  | 50  | 40  | 35  | 30  | 25  | 20   | 15   | 10   | 5         | 3         |
| Por etapa             | 14  | 5   | 3   |     |     |     |     |     |     |      |      |      |           |           |
| Líder                 | 3   |     |     |     |     |     |     |     |     |      |      |      |           |           |

| Clasificación |                    |                                  |         |       |       |       |
| Posición      | Ciclista           | Equipo                           | General | Etapa | Líder | Total |
| ------------- | ------------------ | -------------------------------- | ------- | ----- | ----- | ----- |
| 1.º           | Adam Yates         | Mitchelton-Scott                 | 125     | 14    | 3     | 142   |
| 2.º           | Davide Villella    | Astana                           | 85      | 5     | -     | 90    |
| 3.º           | Víctor de la Parte | CCC                              | 70      | 3     | -     | 73    |
| 4.º           | Andrey Zeits       | Astana                           | 60      | -     | -     | 60    |
| 5.º           | Domen Novak        | Bahrain Merida                   | 50      | -     | -     | 50    |
| 6.º           | Alexis Guérin      | Delko Marseille Provence         | 40      | -     | -     | 40    |
| 7.º           | Pierre Rolland     | Vital Concept-B&B Hotels         | 35      | -     | -     | 35    |
| 8.º           | Brent Bookwalter   | Mitchelton-Scott                 | 30      | -     | -     | 30    |
| 9.º           | Yevgeniy Gidich    | Astana                           | 3       | 19    | 6     | 28    |
| 10.º          | Sjoerd Bax         | Metec-TKH Continental p/b Mantel | 25      | -     | -     | 25    |